# Бой в дефиле Ханна
Бой в дефиле Ханна (англ. Battle of Hanna) — третья попытка англо-индийских войск деблокировать окруженный турками в городе Кут-аль-Амара британский корпус генерал-майора Чарльза Тауншенда, осуществлявшаяся 20-21 января 1916 года.
15 декабря 1915 года османские войска окружили англо-индийские силы численностью около 10 000 человек в городе Кут-аль-Амара. Британский командующий генерал-майор Чарльз Тауншенд призвал на помощь, и командующий месопотамским театром военных действий генерал Джон Никсон собрал войска численностью 19 000 человек для помощи осажденным. Эти силы помощи, названные как Корпус Тигр, первоначально состояли из двух дивизий: 3-й (Лахорская) дивизии и 7-й (Мерутская) дивизии, а также других подразделений, имеющихся в регионе.
Эти войска помощи под командованием генерал-лейтенанта Фентона Эйлмера потерпели две неудачи во время своего первого наступления в январе 1916 года в сражении при Вади. После этих поражений им (теперь их численность сократилась примерно до 10 000 человек) было приказано ещё раз попытаться прорвать позиции османских войск, и они продолжали свое движение вверх по Тигру, пока не столкнулись с 6-й армией турок Халил-паши (30 000 человек) в дефиле Ханна, в 30 милях южнее Кут-аль-Амара.
20 января британская артиллерия открыла огонь, который продолжался в течение дня и следующего утра, но не был эффективным. В 8:00 7-я дивизия атаковала османские позиции, расположенные между берегом Тигра и обширным болотом Сувайкия. Пройдя 600 ярдов по затопленной нейтральной полосе под обстрелом со стороны хорошо подготовленных османских позиций, особенно удачно установленных пулемётных гнезд, британцы подошли примерно на 150 ярдов к траншеям противника и на крайнем левом фланге фактически заняли первую линию траншей, но были выбиты из них турками. Потери в 2700 человек вынудили командование отказаться от дальнейших атак и отвести свои силы на базу Али-Гарби. Медицинская помощь практически отсутствовала, а в ночь после нападения были морозы. Многие британские раненые пострадали, и боевой дух резко упал.